# 巴克霍恩 (加利福尼亞州阿馬多爾縣)
巴克霍恩（英語：Buckhorn）是位於美國加利福尼亞州阿馬多爾縣的一個人口普查指定地區。

## 地理
巴克霍恩的座標為38°27′11″N 120°32′08″W / 38.45306°N 120.53556°W，而該地最高點為海拔高度987米（即3238英尺）。

## 人口
根據2010年美國人口普查的數據，巴克霍恩的面積為5.871平方千米，當中陸地面積為5.871平方千米，而水域面積為0.000平方千米。當地共有人口2429人，而人口密度為每平方千米413人。